# Тукумс II
Тукумс II (латис. Tukums II) — вузлова залізнична станція в однойменному місті у центрально-західній Латвії.
Залізницю Рига — Тукумс (а в її складі станцію Тукумс) було відкрито 21 вересня 1877-го; 1897-го року було побудовано колію далі на захід для створення магістралі Вентспілс — Москва. З появою нової станції вокзал Тукумс почав називатися Тукумс I (або Тукумс-Східний).
У Тукумсі знаходиться кінцева зупинка маршруту електропоїздів Рига — Тукумс II, лінії до Вентспілса та Єлгави мають суто вантажне значення.

## Галерея

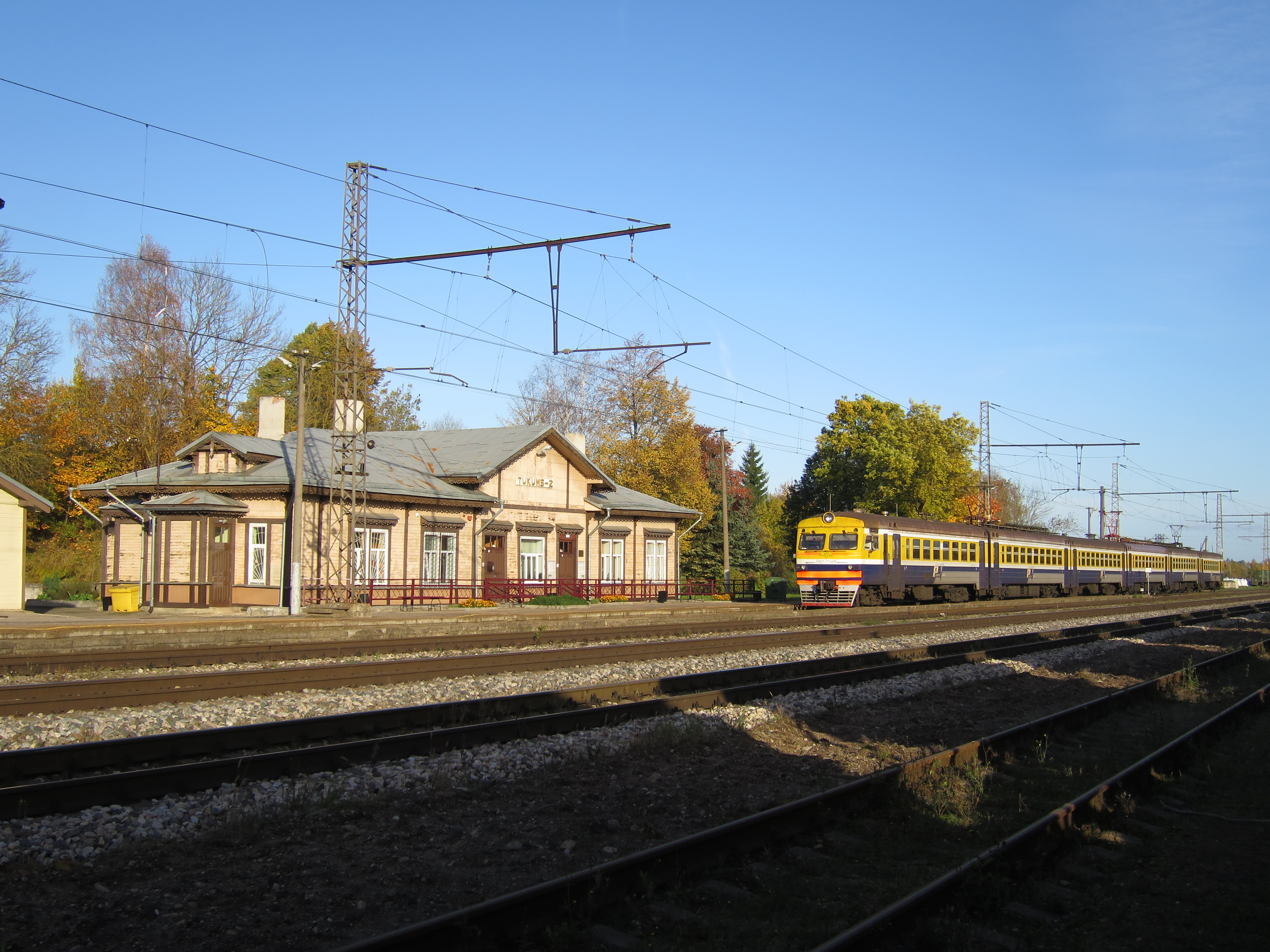
Електропоїзд на станції Тукумс II
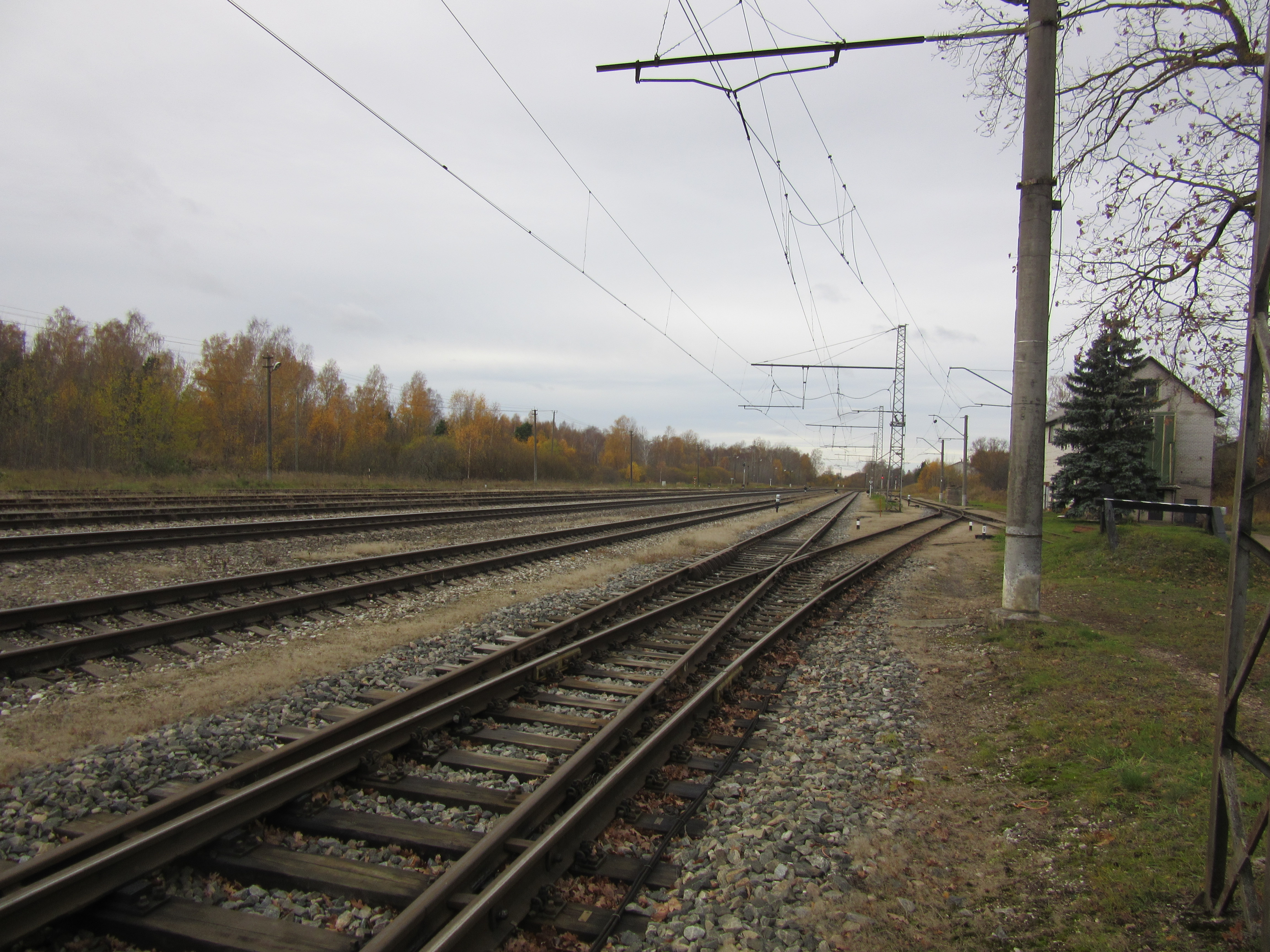
Тукумс II
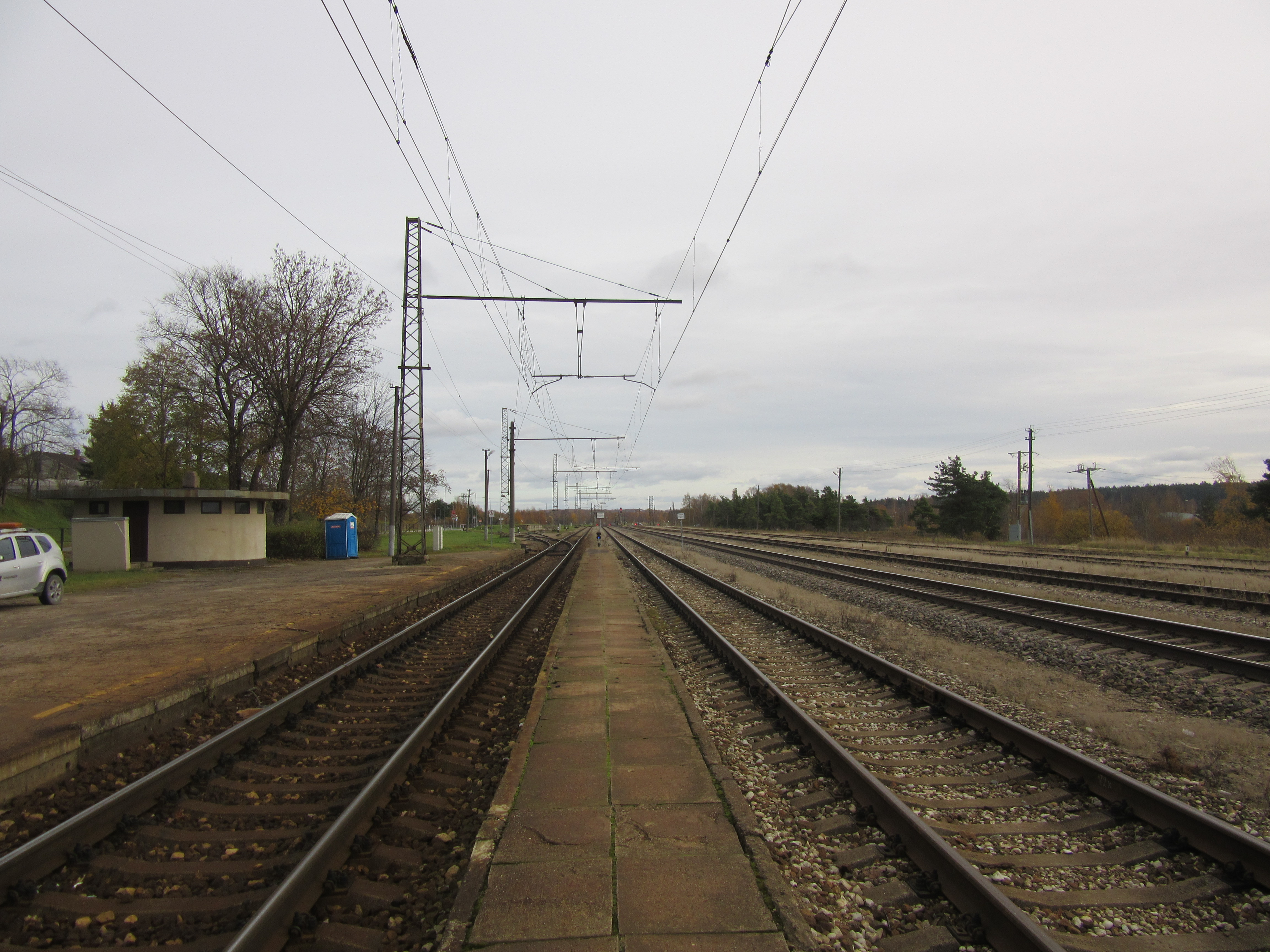
В напрямку Риги